# Луї Саломон
Луї Етьєн Фелісіте Лусіус Саломон (30 червня 1815 — 19 жовтня 1888) — президент Гаїті з 1879 до 1888 року. Саломон найбільш запам'ятався створенням на Гаїті поштової системи, а також своїм життєвим ентузіазмом до модернізації рідної країни.
Його дочка, Іда Фобер була французькою поетесою.

## Ранні роки
Саломон народився 1815 року в Ле-Ке. Його батьки походили з темношкірої еліти півдня країни. Відомі та освічені, його батьки часто зазнавали утисків з боку більш владних мулатів. За часів правління Ерара ді Рив'єра, родину Саломона було заарештовано після запеклої бійки з мулатами та заслано до міста Нейба (нині Домініканська Республіка. Після приходу до влади Фостена Елі-Сулука Луї повернувся на батьківщину з іншими темношкірими лідерами для служби в новому уряді. Саломон отримав пост міністра фінансів, під час перебування на якому розпочав монополізацію експорту кави й бавовни. Після усунення Сулука від влади Луї був змушений знову виїхати у вигнання до Парижа й Лондона, де він багато читав та подорожував.

## На посту президента
18 серпня 1879 року Луї повернувся до Гаїті та згодом був обраний президентом. Він планував відновити в країні загальну освіту, виправити фінансові проблеми, відновити сільське господарство, реформувати армію, а також виправити систему влади. Упродовж чотирьох місяців він заснував національний банк, а до 1880 року відновив виплати зовнішнього боргу Франції. 1880-ті стали роками зусиль Саломона щодо проведення модернізації країни. Він приєднався до Всесвітнього поштового союзу та випустив першу поштову марку. Він реформував медичну школу, запросивши вчителів із Франції. Було реорганізовано збройні сили, які відтоді налічували 16 000 солдат і складались із 34 піхотних та 4 артилерійських полків.

## Відхід від влади та смерть
1886 року Саломон був переобраний на семирічний термін, оскільки він переписав конституцію. 1887 в Порт-о-Пренсі почалось повстання через відсутність особистої свободи й тиранічну систему влади. Уряд не підтримав Саломона, й 1888 року повстання поширилось на Кап-Аїтьєн. Приголомшений політичними проблемами, Саломон залишив Гаїті та повернувся до Парижа, де й помер у будинку на вулиці Віктора Гюго 19 жовтня 1888 року.